# The Hell Song
The Hell Song è il secondo singolo estratto dall'album Does This Look Infected? del gruppo musicale canadese pop punk Sum 41.

## Descrizione
Il brano parla di un'amica del gruppo che ha contratto il virus dell'HIV. Deryck Whibley raccontò in un'intervista della rivista Billboard che la band aveva inizialmente deciso di non dedicare alcun brano all'episodio, che però «per qualche ragione è venuto fuori»; il cantante aggiunse inoltre che tale evento fu il più duro tra quelli affrontati dai Sum 41.
La canzone è stata inserita nella colonna sonora del film American Pie - Il matrimonio.

## Video musicale
Il video è ambientato in un concerto. Ci sono le facce dei membri della band mentre eseguono il brano sovrapposte alla faccia di alcuni pupazzi. Compaiono anche altri pupazzi di altri personaggi famosi, come Snoop Dogg, Korn, Ozzy Osbourne, Marilyn Manson, Angus Young, Gene Simmons, Spice Girls, Alice Cooper, Ludacris, Metallica, Eddie the Head, George Bush e Gesù.
I gesti volgari dei pupazzi vengono censurati, per dare l'effetto somigliante delle vere censure.

## Formazione
- Deryck Whibley - voce, chitarra ritmica
- Dave Baksh - chitarra solista, voce secondaria
- Jason McCaslin - basso, voce secondaria
- Steve Jocz - batteria

## Classifiche
| Classifica (2003)         | Posizione massima |
| ------------------------- | ----------------- |
| Australia                 | 76                |
| Canada                    | 2                 |
| Regno Unito               | 35                |
| Stati Uniti (alternative) | 13                |